# Pteropus scapulatus
Pteropus scapulatus — вид рукокрилих, родини Криланових. Цей малий крилан мешкає в Австралії де проводить день на деревах у величезних колоніях. Характеризується кочовим способом життя й харчується в основному нектаром.

## Опис
Довжина: 20 см. Розмах крил: 0,9–1,2 м. Вага: 280—530 грамів. Має явно червонуватий відтінок шерсті і є одним з найменших з видів Pteropus. Шерсть на голові часто сіра; шкірясті крила червонувато-коричневі й здаються напівпрозорими в польоті. Цей вид є ефективним дереволазом, використовуючи зчленовані пальці й ноги, щоб дертися з великою спритністю по гілках дерева.

## Поширення
Країни поширення: Австралія (по всій території, але особливо багато на півночі), Папуа Нова Гвінея (час від часу). Висота поширення варіюється від рівня моря до 300 м над рівнем моря. Цей вид зустрічається в склерофільних лісах, бамбукових, мангрових лісах, а іноді й у садах.

## Поведінка
Сідала можуть містити понад один мільйон осіб. Це дуже кочовий вид. У своїх великих таборах, P. scapulatus ночують в безпосередній близькості й у щільних скупченнях, часто викликаючи обрив гілок дерев тропічного лісу під вагою величезної кількості тварин на одній гілці. Вид в основному харчується нектаром і пилком евкаліптових квітів, хоча дієта також включає в себе квіти, фрукти, пагони, кору, сік і комах; іноді здійснює набіги в фруктові сади, коли їжі не вистачає, на превелике роздратування фермерів. P. scapulatus можуть літати більше 80 км на добу відвідуючи різні дерева і, використовувати їх чудовий зір і нюх, щоб знайти їжу.
Під час сезону розмноження в період з листопада по січень (австралійський кінець весни й початок літа) самці встановлюють територію в межах сідал, в яких вони активно відстоюють гарем від двох до п'яти самиць від інших самців. Після спаровування самиці утворюють невеликі групи, що складаються виключно з самиць, які підтримуються доти, поки не народжується молодь п'ять місяців по тому, в квітні-травні. Самиці народжують одне маля. Жінки несуть своє маля під час польоту протягом перших чотирьох-шести тижнів життя, після чого дитина залишається на сідалі, поки вони годуються в нічний час. Через два місяці, молодь буде рухатися і літати навколо між деревами в таборі. Статева зрілість зазвичай досягається у віці від 18 місяців до 2-х років.

## Загрози
Вид вразливий до втрати місць годування і ночівель через вирубку місцевої рослинності й для потреб сільського господарства і для міського розвитку. У багатьох штатах по всій Австралії P. scapulatus вважаються шкідниками фруктових садів, і в минулому були піддані великомасштабному полюванню і отруєнню. Додатковою загрозою є паркани з колючого дроту, бо на світанку крилани, що повертаються часто літають низько над землею, щоб зменшити опір вітру і багато з них не бачать паркани з колючим дротом, поки не буде занадто пізно.

## Охорона
Пропагується, щоб верхня ланка паркуну була замінена гладким, оцинкованим дротом як очевидне рішення проблеми. На щастя, цей крилан залишається поширеним у Австралії, де охороняється законом, і не вважається під загрозою.